# Simplicia
Simplicia là một chi thực vật có hoa trong họ Hòa thảo (Poaceae).

## Loài
Chi Simplicia gồm các loài: